# Sirsjön, Västmanland
Sirsjön är en sjö i Hällefors kommun i Västmanland och ingår i Göta älvs huvudavrinningsområde. Sjön har en area på 1,34 kvadratkilometer och ligger 178,1 meter över havet.

## Delavrinningsområde
Sirsjön ingår i det delavrinningsområde (661080-142906) som SMHI kallar för Utloppet av Sirsjön. Medelhöjden är 213 meter över havet och ytan är 8,27 kvadratkilometer. Det finns inga avrinningsområden uppströms utan avrinningsområdet är högsta punkten. Vattendraget som avvattnar avrinningsområdet har biflödesordning 3, vilket innebär att vattnet flödar genom totalt 3 vattendrag innan det når havet efter 330 kilometer. Avrinningsområdet består mestadels av skog (67 procent). Avrinningsområdet har 1,45 kvadratkilometer vattenytor vilket ger det en sjöprocent på 17,5 procent.